# Diocesi di Forlì-Bertinoro

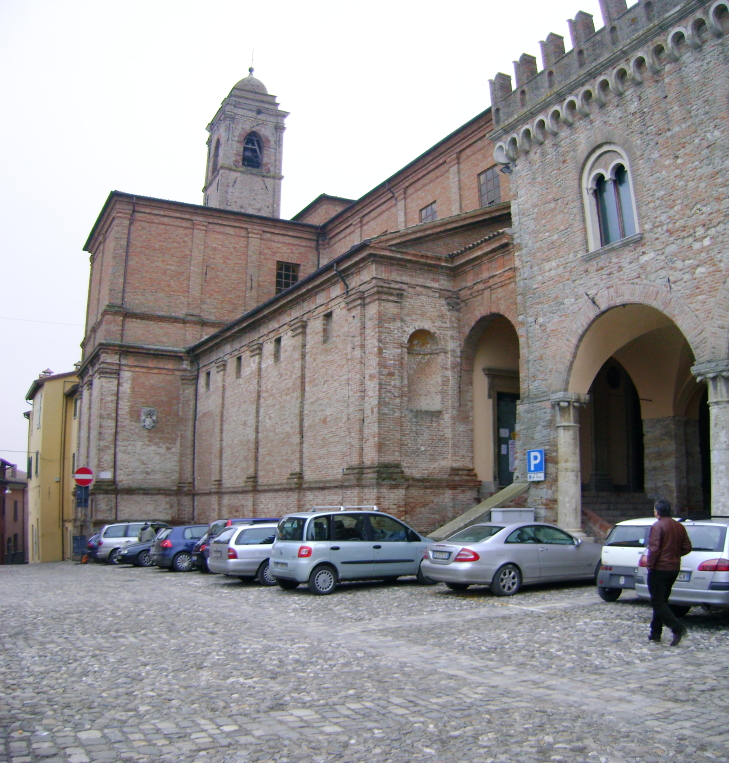
La concattedrale di Bertinoro.

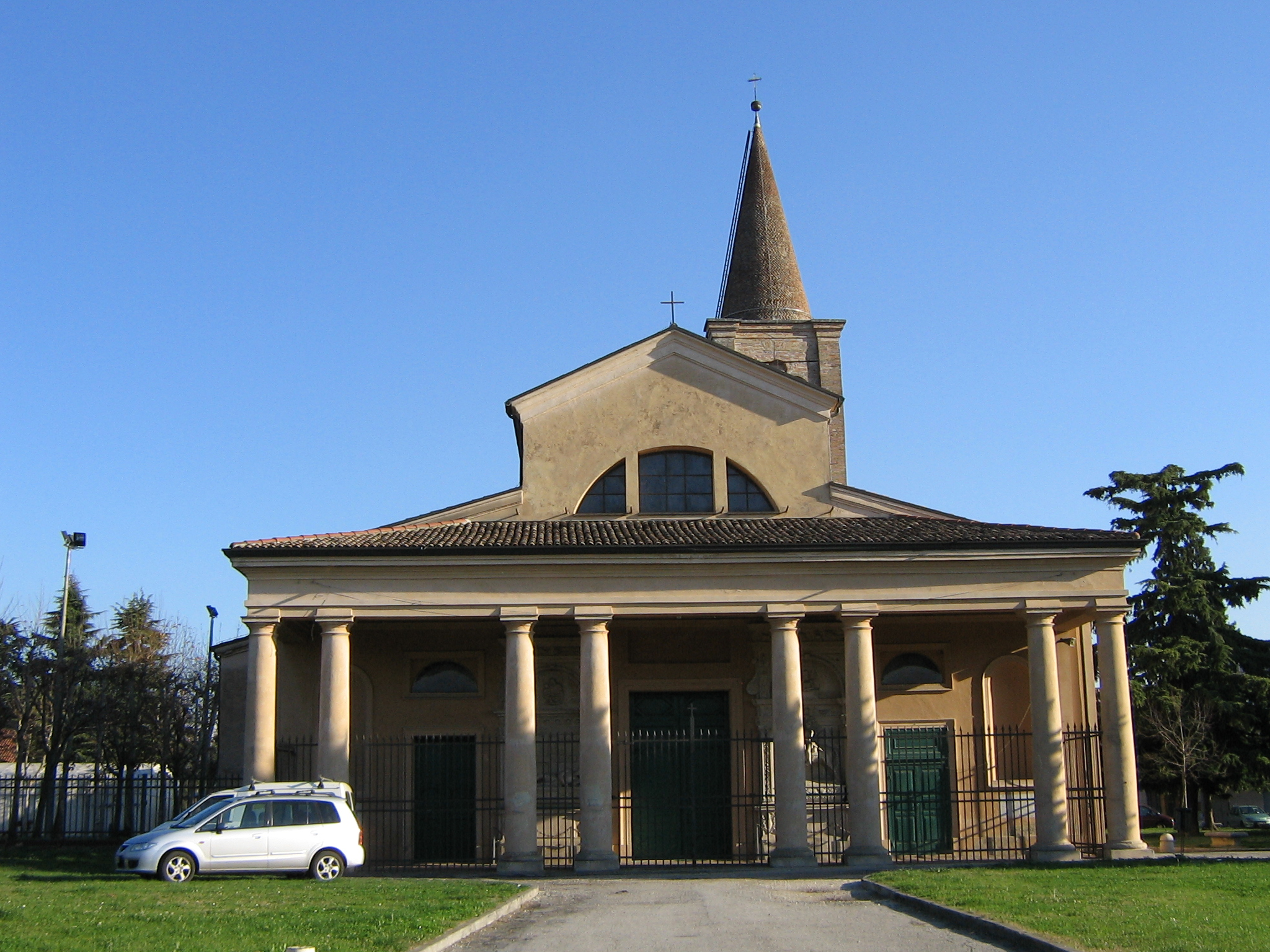
La basilica di San Rufillo a Forlimpopoli.

La diocesi di Forlì-Bertinoro (in latino Dioecesis Foroliviensis-Brittinoriensis) è una sede della Chiesa cattolica in Italia suffraganea dell'arcidiocesi di Ravenna-Cervia appartenente alla regione ecclesiastica Emilia-Romagna. Nel 2023 contava 177.800 battezzati su 189.800 abitanti. È retta dal vescovo Livio Corazza.

## Territorio
La diocesi si estende su due province dell'Emilia-Romagna:
- in provincia di Forlì-Cesena comprende i comuni di Bertinoro, Castrocaro Terme e Terra del Sole, Cesena (solo le frazioni di Lizzano, Massa, Monticino, Provezza e Tessello), Civitella di Romagna, Dovadola, Forlì, Forlimpopoli, Galeata, Meldola, Portico e San Benedetto, Predappio, Premilcuore, Rocca San Casciano e Santa Sofia;
- in provincia di Ravenna le frazioni di Coccolia, Ducenta, Durazzano, Filetto, Longana, Roncalceci, San Pietro in Trento e San Pietro in Vincoli nel comune di Ravenna; e le frazioni di Chiesuola e di San Pancrazio nel comune di Russi.[1]

Sede vescovile è la città di Forlì, dove si trova la cattedrale di Santa Croce. A Bertinoro sorge la concattedrale di Santa Caterina. A Forlì si trovano pure due basiliche minori: San Pellegrino Laziosi e San Mercuriale. A Forlimpopoli sorge la basilica minore di San Rufillo.
Il territorio si estende su 1.182 km² ed è suddiviso in 128 parrocchie, raggruppate in 10 vicariati: Forlì centro storico, Forlì est, Forlì sud, Forlì sud-ovest, Forlì ovest, Forlì nord-ravennate, Bertinoro-Forlimpopoli, Valle del Bidente, Val di Rabbi e Acquacheta.

## Storia

### Forlì
La diocesi di Forlì risale ad epoca antica. Tradizionalmente la sua nascita viene fissata al II secolo e viene indicato come protovescovo san Mercuriale, la cui moderna critica storica lo colloca nel IV secolo circa. Benché la tradizione e gli storici locali abbiano elencato una lunga serie di vescovi nei primi secoli, il primo prelato forlivese storicamente documentato e certo è Crescente, vissuto a metà del VII secolo. Fin dai suoi inizi la diocesi di Forlì era suffraganea dell'arcidiocesi di Ravenna.
La prima cattedrale vescovile sorse fuori delle mura urbane, come in quasi tutte le città di Romagna. La pieve di Santo Stefano rimase cattedrale fino al 720, anno in cui la sede episcopale fu trasferita in Santa Croce. Nel Medioevo il capitolo della cattedrale aveva il diritto di eleggere il vescovo, ma, con l'età moderna, questa prerogativa andò perduta. Ancora nel 1433, il capitolo della cattedrale, in accordo con i maggiorenti cittadini, volle decidere l'elezione del vescovo, Guglielmo Bevilacqua, in contrasto però con la volontà di papa Eugenio IV.
Nel 1428 un incendio distrusse completamente una scuola di Forlì, lasciando intatta solo un'effigie cartacea della Vergine, da allora venerata dai forlivesi con il titolo di Vergine del Fuoco. Nello stesso secolo è registrato a Forlì un altro fatto miracoloso riguardo ad un'altra immagine mariana, che colpita da un pugnale, avrebbe schizzato sangue dalla ferita, dando origine alla devozione della Madonna della ferita.
Verso la metà del XVII secolo fu istituito il seminario vescovile di Forlì, ad opera del vescovo Giacomo Teodolo.
Il 7 luglio 1850 cedette una porzione di territorio a vantaggio dell'erezione della diocesi di Modigliana (oggi diocesi di Faenza-Modigliana).
Il 7 ottobre 1972, in forza del decreto Quo aptius della Congregazione per i vescovi, la diocesi ampliò il proprio territorio a scapito della diocesi di Modigliana. Furono annessi alla sede forlivese i comuni di Castrocaro Terme e Terra del Sole, Dovadola, Portico di Romagna, Rocca San Casciano, San Benedetto in Alpe, il vicariato di Premilcuore-Fantella, le parrocchie di Santa Maria in Cuzzano e di San Biagio in Sarturano, entrambe nel comune di Tredozio, la parrocchia di San Pietro in Senzano e parte del territorio della parrocchia di Santa Maria in Limisano, nel comune di Modigliana.
Il 7 ottobre 1975 con un altro decreto dal nome Quo aptius, alla diocesi di Forlì furono aggregate anche le parrocchie della Valle del Bidente nei comuni di Galeata, Santa Sofia e Bagno di Romagna, fino a quel momento comprese nella diocesi di Sansepolcro (oggi diocesi di Arezzo-Cortona-Sansepolcro).
Al momento dell'unione definitiva con la diocesi di Bertinoro (1986), Forlì comprendeva 86 parrocchie nei comuni di Forlì (46), Bagno di Romagna (1), Castrocaro Terme e Terra del Sole (5), Dovadola (2), Galeata (4), Meldola (3), Portico e San Benedetto (3), Predappio (3), Premilcuore (2), Rocca San Casciano (2), Santa Sofia (4), Ravenna (8) e Russi (3).

### Forlimpopoli-Bertinoro
La diocesi di Forlimpopoli fu eretta probabilmente nel V secolo ed era suffraganea dell'arcidiocesi di Ravenna.
Le origini della diocesi di Forum Popili sono legate al culto del patrono san Rufillo, ritenuto unanimemente protovescovo della città nel corso del V secolo.
Nella ricostruzione storica della cronotassi dei vescovi, nel corso dei secoli molti nomi spuri si sono aggiunti all'elenco, che solo a partire dagli studi di Lanzoni sono stati emendati. Dalla tradizionale cronotassi, riportata da Cappelletti, secondo il recente studio di Franco Zaghini sono da rimuovere i vescovi Grato, Sabino, Asello, Fortunato, Mailoco, Stefano, Magno, Anfriso e Agilulfo.
Le vicende della diocesi furono strettamente legate a quelle della città, coinvolta in diversi scontri, a partire dalle invasioni bizantine e longobarde del VII secolo e dall'invasione da parte di Federico Barbarossa nel XII secolo.
Nel 1360 Forlimpopoli fu distrutta dal cardinale Gil Álvarez Carrillo de Albornoz, e la sede della diocesi trasferita a Bertinoro. Il primo vescovo di Bertinoro fu il francese Roberto Boyssel, vescovo di Forlimpopoli dal 1359. Assumendo il titolo della nuova diocesi ereditò per sé e i suoi successori i diritti sulla diocesi forlimpopolese.
Il titolo di chiesa principale della nuova diocesi fu assegnato a un piccolo edificio sacro sito nella piazza centrale del paese, adiacente al palazzo comunale. La chiesetta, intitolata a Santa Caterina d'Alessandria, dovette essere ampliata. I lavori si svolsero nel Quattrocento. Nel 1393 le cronache registrarono un fatto portentoso: una croce azzurra sarebbe apparsa sopra il fonte battesimale per undici giorni di fronte a tutto il popolo. Sin dall'Alto Medioevo l'unico fonte del paese si trovava nella pieve di Santa Maria, sita sul monte Cesubeo non lontano dalla rocca.
Nella seconda metà del XVI secolo il vescovo Giovanni Andrea Caligari ricostruì la cattedrale di Bertinoro e lasciò l'originaria sede in borgo Carnevali per prendere residenza nella rocca, donatagli da papa Clemente VIII. Il fonte battesimale venne trasferito nella nuova cattedrale.
Durante il dominio napoleonico, nel 1803 fu stipulato tra la Santa Sede e la Repubblica Italiana un concordato che prevedeva la soppressione della diocesi di Bertinoro assieme a quella di Sarsina, «a condizione che le rispettive diocesi siano riunite di comune concerto ad altre diocesi vicine». Di fatto però questa decisione non fu mai ratificata da un provvedimento canonico pontificio, e il vescovo Giacomo Boschi poté rimanere sulla sua sede fino al 1807, quando fu trasferito a Carpi. Seguirono diversi anni di sede vacante, durante i quali la diocesi fu affidata in amministrazione all'arcivescovo di Ravenna, in qualità di metropolita. Nel 1817 fu nominato un nuovo vescovo di Bertinoro, il cappuccino Federico Bencivenni, ma poiché molti dei beni ecclesiastici erano stati venduti, si trovava in una situazione economica miserevole.
Il 28 agosto 1824 in forza della bolla Dominici gregis di papa Leone XII la sede di Bertinoro fu unita a quella di Sarsina. L'unione con Sarsina, problematica soprattutto per la difficoltà di comunicazione tra le due sedi, fu revocata attorno al 1872, quando la diocesi di Sarsina tornò ad avere un proprio vescovo.
Il 7 luglio 1850 cedette una porzione di territorio a vantaggio dell'erezione della diocesi di Modigliana (oggi diocesi di Faenza-Modigliana).
Al momento dell'unione definitiva con la diocesi di Forlì, Bertinoro comprendeva 41 parrocchie nei comuni di Bertinoro (8), Cesena (5), Civitella di Romagna (4), Forlì (6), Forlimpopoli (5), Meldola (5), Predappio (7) e Santa Sofia (1).

### Sedi unite
Il 9 giugno 1976 Giovanni Proni, vescovo di Bertinoro e coadiutore di Paolo Babini a Forlì, succedette al Babini sulla sede forlivese, unendo così in persona episcopi le due diocesi.
Il 30 settembre 1986, in forza del decreto Instantibus votis della Congregazione per i Vescovi, fu stabilita la piena unione delle due diocesi e la nuova circoscrizione ecclesiastica ha assunto il nome attuale.

## Cronotassi dei vescovi
Si omettono i periodi di sede vacante non superiori ai 2 anni o non storicamente accertati.

### Vescovi di Forlì
- San Mercuriale I † (IV secolo)
- Teodoro † (menzionato nel 452)[10]
- Crescente † (menzionato nel 649)
- Vincenzo † (menzionato nel 680)
- Apollinare † (prima dell'858 - dopo l'861)
- Bartolomeo † (menzionato nell'887)[11]
- Ruggero † (menzionato nel 910 ?)
- Paolo † (menzionato nel 939)
- Uberto † (menzionato nel 962)
- Rainero † (X secolo)
- Teodorico † (X secolo)
- Ottone † (X secolo)[12]
- Fausto Anderlini † (menzionato nel 1001)
- Rodolfo I † (menzionato nel 1016)
- Giovanni I † (menzionato nel 1072)
- Pietro † (menzionato nel 1118)
- Drudo † (menzionato nel 1149)
- Alessandro † (prima del 1160 - dopo gennaio 1189)
- Giovanni II † (prima del 1192 - dopo il 1204)
- Alberto I † (prima del 1206 - dopo il 1220)[13]
- Ricciardello Belmonti † (1225 - ?)
- Alberto II † (1232 - ?)
- Enrico I † (1237 - ?)
- Gerolamo † (1250 - 1253)
- Richelmo † (1253 - 1270 deceduto)
- Rodolfo II † (1270 - 1280 deceduto)
- Enrico II † (1280 - 1285)
- Rinaldo † (1285 - 1302)
- Taddeo o Teodoro II † (1302 - 1303)
- Peppo Ordelaffi † (1303 - 1303)[14]
- Rodolfo de' Piatesi † (1303 - 1318 ? deceduto)
- Tommaso Bettino de' Piatesi † (24 settembre 1318 - 1342 ? deceduto)
- Giovanni III † (8 luglio 1342 - 15 luglio 1348 nominato vescovo di Viterbo)
- Aimerico d'Autun † (2 marzo 1349 - 20 gennaio 1351 nominato vescovo di Bosa)
- Bartolomeo da Sanzetto, O.F.M. † (20 maggio 1351 - ? deceduto)
- Artaud de Mélan † (14 luglio 1372 - aprile o giugno 1379 nominato vescovo di Grasse)
- Paolo da San Rufello † (16 luglio 1379 - 1384 deceduto)
- Simone Pagani † (1384 - 23 gennaio 1391 deceduto)
- Scarpetta Ordelaffi † (1º marzo 1391 - 1º ottobre 1401 deceduto)
- Giovanni Numai † (21 novembre 1401 o 1402 - 10 ottobre 1411 deceduto)
  - Matteo Fiorilli † (26 luglio 1412 - 1413) (vescovo eletto)
- Alberto Buoncristiani, O.S.M. † (5 aprile 1413 - 27 aprile 1418 nominato vescovo di Comacchio)
- Giovanni Strata (o Giovanni Strada) † (27 aprile 1418 - 1427 deceduto)
- Giovanni Caffarelli[15] † (28 aprile 1427 - 18 febbraio 1437 nominato vescovo di Ancona)
  - Guglielmo Bevilacqua, O.F.M. † (27 dicembre 1433 - 1437) (antivescovo)
- Luigi Pirano † (18 febbraio 1437 - 1446 dimesso)
- Mariano Farinata † (4 novembre 1446 - 27 ottobre 1449 nominato vescovo di Sarsina)
- Daniele d'Alunno, C.R.S.A. † (27 ottobre 1449 - 1463 deceduto)
- Giacomo Paladini † (11 dicembre 1463 - 1470 deceduto)
- Alessandro Numai † (9 maggio 1470 - prima di agosto 1485 deceduto)
- Tommaso Asti, o dall'Aste, † (3 settembre 1485 - 1512 deceduto)[16]
- Pietro Griffo † (31 ottobre 1512 - 1516 deceduto)
- Bernardo Michelozzi[17] † (15 novembre 1516 - 1519 deceduto)
- Leonardo de' Medici † (14 marzo 1519 - 1526 dimesso)
  - Niccolò Ridolfi † (16 aprile 1526 - 7 agosto 1528 dimesso) (amministratore apostolico)
- Bernardo Antonio de' Medici † (7 agosto 1528 - 23 ottobre 1551 nominato vescovo di Cassano all'Jonio)
- Pietro Giovanni Aliotti † (23 ottobre 1551 - 1562 o 1563 deceduto)
- Antonio Giannotti da Montagnana † (30 gennaio 1563 - 11 agosto 1578 nominato vescovo di Urbino)
- Marcantonio del Giglio † (11 agosto 1578 - 21 agosto 1580 deceduto)
- Giovan Francesco Mazza de' Canobbi † (5 settembre 1580 - 1586 dimesso)
- Fulvio Teofili † (7 gennaio 1587 - 1594 deceduto)
- Alessandro Franceschi, O.P. † (4 maggio 1594 - 1599 dimesso)
- Corrado Tartarini † (1º settembre 1599 - febbraio 1602 deceduto)
- Cesare Bartolelli (o Bartorelli) † (20 novembre 1602 - 9 gennaio 1635 deceduto)
- Giacomo Teodolo (o Theodoli) † (7 maggio 1635 - prima di novembre 1665 dimesso)
- Claudio Ciccolini † (7 giugno 1666 - 29 aprile 1688 deceduto)[18]
- Giovanni Rasponi † (28 febbraio 1689 - 31 agosto 1714 deceduto)
- Tommaso Luigi Silvio Torelli † (19 novembre 1714 - 24 aprile 1760 deceduto)
- Francesco Piazza † (15 dicembre 1760 - 12 febbraio 1769 deceduto)
- Nicola Bizzarri † (20 novembre 1769 - 13 luglio 1776 dimesso)
- Giuseppe Vignoli † (15 luglio 1776 - 2 aprile 1782 deceduto)
- Mercuriale Prati, O.S.B. † (25 giugno 1784 - 20 ottobre 1806 deceduto)[19]
- Andrea Bratti † (18 settembre 1807 - 11 novembre 1835 deceduto)
- Stanislao Vincenzo Tomba, B. † (1º febbraio 1836 - 21 aprile 1845 nominato arcivescovo di Camerino)
- Gaetano Carletti † (21 aprile 1845 - 28 settembre 1849 nominato vescovo di Rieti)
  - Sede vacante (1849-1852)
- Antonio Magrini † (18 marzo 1852 - 29 settembre 1852 deceduto)
- Mariano Falcinelli Antoniacci, O.S.B. † (7 marzo 1853 - 21 dicembre 1857 dimesso[20])
- Pietro Paolo Trucchi, C.M. † (21 dicembre 1857 - 21 gennaio 1887 deceduto)
- Domenico Svampa † (23 maggio 1887 - 21 maggio 1894 nominato arcivescovo di Bologna)
- Raimondo Jaffei † (18 marzo 1895 - 22 agosto 1932 deceduto)
- Giuseppe Rolla † (25 novembre 1932 - 2 agosto 1950 deceduto)
- Paolo Babini † (21 ottobre 1950 - 9 giugno 1976 ritirato)
- Giovanni Proni † (9 giugno 1976 succeduto - 30 settembre 1986 nominato vescovo di Forlì-Bertinoro)

### Vescovi di Forlimpopoli
- San Rufillo † (V secolo)
- Stefano † (menzionato nel 649)
- Magno † (menzionato nel 680)
- Giovanni I † (menzionato nel 731)
- Anscauso † (menzionato nel 755)
- Giovanni II † (prima dell'858 - dopo l'861)
- Arnaldo † (prima del 955 - dopo il 967)
- Sergio † (menzionato nel 983)
- Giumegisto o Guinigiso † (X secolo)
- Teuperto † (prima del 998 - dopo il 1014)
- Onesto † (menzionato nel 1035)
- Pietro † (prima del 1053 - dopo il 1077)
- Guido † (menzionato nel 1119/1120)
- Ansarico o Ausarico † (menzionato nel 1152)
- Enrico † (menzionato nel 1165)
- Gregorio † (menzionato nel 1177)
- Lanfranco o Lanfredo † (prima di novembre 1179 - dopo il 1182)[21]
- Guardo o Gualfo † (prima del 1195 - 1213 deceduto)
- Ubertello † (1214 - marzo 1223 deceduto)
- Egidio † (1224 - dopo il 1241)
- Giovanni III † (prima del 1251 - circa 1262 deceduto)[22]
- Aimerico † (8 febbraio 1262 - marzo 1270 deceduto)
- Ravaldino † (prima di settembre 1270 - 1285 deceduto)
- Taddeo † (26 agosto 1285 - 1303 deceduto)[23]
- Pietro I, O.F.M. † (prima del 31 maggio 1304[24] - circa 1314 deceduto)
- Pietro II Lancetti, O.S.B. † (circa 1314 - 15 febbraio 1321 deceduto)
- Ubaldo Gabrielli, O.S.B. † (30 aprile 1321 - 6 giugno 1323 nominato vescovo di Treviso)
- Ugolino, O.P. † (6 giugno 1323 - 1359 deceduto)
- Roberto Boiselli (Boysel o Boyssel), O.F.M. † (15 novembre 1359 - 1360 trasferitosi a Bertinoro)[25]

### Vescovi di Bertinoro
- Roberto Boiselli (Boysel o Boyssel), O.F.M. † (1360 - 1365 dimesso)
- Roberto di Brettavilla (Robert de Bretteville), O.E.S.A. † (5 settembre 1365 - 1377 deceduto)[26]
- Tebaldo † (1378 - 1395 deceduto)
- Ursillo d'Afflitto † (15 novembre 1395 - 15 dicembre 1404 nominato vescovo di Monopoli)
- Marco da Teramo † (15 dicembre 1404 - 29 dicembre 1418 nominato vescovo di Sarno)
- Marco da Verona, O.S.M. † (29 dicembre 1418 - 1426 ? deceduto)
- Ventura degli Abati † (13 aprile 1429 - 1477 deceduto)
- Giuliano Maffei, O.F.M. † (24 gennaio 1477 - 18 aprile 1505 nominato arcivescovo di Ragusa)
- Giovanni Ruffo de Theodoli † (18 aprile 1505 - 6 novembre 1511 nominato arcivescovo di Cosenza)
- Angelo Petrucci † (28 gennaio 1512 - 1514 deceduto)
  - Raffaele Petrucci † (14 marzo 1519 - 14 marzo 1520 dimesso) (amministratore apostolico)
- Pietro Petrucci † (14 marzo 1520 - 1537 deceduto)
- Benedetto Conversini † (15 ottobre 1537 - 30 luglio 1540 nominato vescovo di Jesi)
- Girolamo Verallo † (20 agosto 1540 - 14 novembre 1541 nominato vescovo di Caserta)
- Cornelio Musso, O.F.M.Conv. † (14 novembre 1541 - 27 ottobre 1544 nominato vescovo di Bitonto)
- Tommaso Caselli, O.P. † (27 ottobre 1544 - 7 maggio 1548 nominato vescovo di Oppido Mamertina)
- Lodovico Vanino de Theodoli, C.R.S.A. † (7 maggio 1548 - 10 gennaio 1563 deceduto)
- Egidio Falcetta † (30 gennaio 1563 - 1º luglio 1564 deceduto)
- Agostino Folignatti † (28 luglio 1564 - ottobre 1579 deceduto)
- Giovanni Andrea Caligari † (14 ottobre 1579 - 19 gennaio 1613 deceduto)
  - Bartolomeo Ugolini † (1613 - ? deceduto) (vescovo eletto)
- Innocenzo Massimo † (20 maggio 1613 - 1º luglio 1624 nominato vescovo di Catania)
- Giovanni della Robbia, O.P. † (29 luglio 1624 - 25 ottobre 1641 deceduto)
- Isidoro della Robbia, O.S.B. † (10 marzo 1642 - novembre 1656 deceduto)
  - Sede vacante (1656-1659)
- Ottaviano Prati † (21 aprile 1659 - agosto 1659 deceduto)
- Guido Bentivoglio, C.R. † (16 febbraio 1660 - 1º febbraio 1676 deceduto)
- Vincenzo Gaballi † (23 marzo 1676 - giugno 1701 deceduto)
- Giovanni Battista Missiroli † (8 agosto 1701 - 26 gennaio 1734 deceduto)
- Gaetano Galvani (Calvani) † (24 marzo 1734 - 19 settembre 1747 dimesso)
- Francesco Maria Colombani da Forlì † (20 novembre 1747 - 27 marzo 1788 deceduto)
- Giacomo Boschi † (15 settembre 1788 - 18 settembre 1807 nominato vescovo di Carpi)
  - Sede soppressa (1807-1817)
- Federico Bencivenni, O.F.M.Cap. † (14 aprile 1817 - 19 novembre 1829 deceduto)
- Giambattista Guerra † (15 marzo 1830 - 4 luglio 1857 deceduto)
- Pietro Buffetti † (3 agosto 1857 - 12 gennaio 1874 deceduto)
- Camillo Ruggeri † (4 maggio 1874 - 3 luglio 1882 nominato vescovo di Fano)
- Lodovico Leonardi † (3 luglio 1882 - giugno 1898 deceduto)
- Federico Polloni † (28 novembre 1898 - 12 marzo 1924 deceduto)
- Antonio Scarante † (18 dicembre 1924 - 30 giugno 1930 nominato vescovo di Faenza)
- Francesco Gardini † (9 maggio 1931 - 31 gennaio 1950 deceduto)
- Mario Bondini † (16 marzo 1950 - 28 gennaio 1959 deceduto)
- Giuseppe Bonacini † (16 maggio 1959 - 14 novembre 1969 deceduto)
- Giovanni Proni † (10 marzo 1970 - 30 settembre 1986 nominato vescovo di Forlì-Bertinoro)

### Vescovi di Forlì-Bertinoro
- Giovanni Proni † (30 settembre 1986 - 9 aprile 1988 ritirato)
- Vincenzo Zarri (9 aprile 1988 - 12 novembre 2005 ritirato)
- Lino Pizzi (12 novembre 2005 - 23 gennaio 2018 ritirato)
- Livio Corazza, dal 23 gennaio 2018

## Statistiche
La diocesi nel 2023 su una popolazione di 189.800 persone contava 177.800 battezzati, corrispondenti al 93,7% del totale.
| anno                       | popolazione | popolazione | popolazione | presbiteri | presbiteri | presbiteri | presbiteri                | diaconi | religiosi | religiosi | parrocchie |
| anno                       | battezzati  | totale      | %           | numero     | secolari   | regolari   | battezzati per presbitero | diaconi | uomini    | donne     | parrocchie |
| -------------------------- | ----------- | ----------- | ----------- | ---------- | ---------- | ---------- | ------------------------- | ------- | --------- | --------- | ---------- |
| diocesi di Forlì           |             |             |             |            |            |            |                           |         |           |           |            |
| 1950                       | 80.115      | 80.350      | 99,7        | 129        | 103        | 26         | 621                       |         | 55        | 293       | 62         |
| 1970                       | 121.666     | 122.022     | 99,7        | 123        | 92         | 31         | 989                       |         | 39        | 320       | 67         |
| 1980                       | 143.700     | 144.500     | 99,4        | 153        | 128        | 25         | 939                       |         | 32        | 317       | 140        |
| diocesi di Bertinoro       |             |             |             |            |            |            |                           |         |           |           |            |
| 1950                       | 43.000      | 43.000      | 100,0       | 93         | 89         | 4          | 462                       |         | -         | 60        | 64         |
| 1959                       | 40.000      | 40.000      | 100,0       | 88         | 83         | 5          | 454                       |         | 5         | 87        | 64         |
| 1969                       | 38.444      | 38.542      | 99,7        | 74         | 71         | 3          | 519                       |         | 6         | 99        | 62         |
| 1980                       | 37.650      | 37.900      | 99,3        | 64         | 60         | 4          | 588                       |         | 9         | 80        | 65         |
| diocesi di Forlì-Bertinoro |             |             |             |            |            |            |                           |         |           |           |            |
| 1990                       | 171.812     | 173.374     | 99,1        | 195        | 165        | 30         | 881                       |         | 41        | 307       | 127        |
| 1999                       | 169.369     | 171.603     | 98,7        | 171        | 141        | 30         | 990                       | 5       | 36        | 222       | 128        |
| 2000                       | 168.282     | 170.645     | 98,6        | 162        | 136        | 26         | 1.038                     | 5       | 32        | 217       | 128        |
| 2001                       | 170.035     | 172.570     | 98,5        | 164        | 135        | 29         | 1.036                     | 6       | 34        | 224       | 128        |
| 2002                       | 171.357     | 174.134     | 98,4        | 162        | 134        | 28         | 1.057                     | 6       | 34        | 217       | 128        |
| 2003                       | 172.829     | 175.779     | 98,3        | 156        | 126        | 30         | 1.107                     | 8       | 34        | 209       | 128        |
| 2004                       | 171.142     | 175.769     | 97,4        | 150        | 122        | 28         | 1.140                     | 8       | 33        | 202       | 128        |
| 2006                       | 169.700     | 177.425     | 95,6        | 146        | 119        | 27         | 1.162                     | 8       | 30        | 205       | 128        |
| 2013                       | 177.000     | 188.500     | 93,9        | 132        | 106        | 26         | 1.340                     | 9       | 31        | 169       | 128        |
| 2016                       | 178.000     | 189.400     | 94,0        | 112        | 93         | 19         | 1.589                     | 11      | 24        | 151       | 128        |
| 2019                       | 176.200     | 188.200     | 93,6        | 108        | 92         | 16         | 1.631                     | 12      | 20        | 132       | 128        |
| 2021                       | 175.700     | 187.700     | 93,6        | 104        | 90         | 14         | 1.689                     | 14      | 17        | 130       | 128        |
| 2023                       | 177.800     | 189.800     | 93,7        | 99         | 83         | 16         | 1.795                     | 14      | 21        | 115       | 128        |